# Premi Ariel a la millor actriu de repartiment
El Premi Ariel a millor actriu de repartiment (en castellà mejor actriz de cuadro) és una de les categories dels Premis Ariel. Aquesta categoria actualment es troba inactiva. El premi es va lliurar per primera vegada de 1947 al 1958, després la categoria es va reprendre de 1987 al 2004.
El màximes guanyadores d'aquesta categoria són les actrius Fanny Schiller, Carolina Barret, Margarita Isabel i Gina Moret, amb dos premis cadascuna. En 1990 (Lliurament XXXII) Patricia Reyes Spíndola i Martha Navarro rebien l'Ariel a millor actriu de quadre després d'un empat. Això tornaria a ocórrer en 1993 (Lliurament XXXV) ara entre Gina Moret i Verónica Langer.

## Guardonades per any
| Lliurament | Any  | Guanyadora              | Pel·lícula                                                        |
| ---------- | ---- | ----------------------- | ----------------------------------------------------------------- |
| LX         | 2018 | Bernarda Trueba         | La región salvaje                                                 |
| LIX        | 2017 | Martha Claudia Moreno   | Distancias cortas                                                 |
| XLVI       | 2004 | Perla de la Rosa        | Mil nubes de paz cercan el cielo, amor jamás acabaras de ser amor |
| XLV        | 2003 | Margarita Sanz          | La habitación azul                                                |
| XLIV       | 2002 | Cristina Michaus        | De la calle                                                       |
| XLIII      | 2001 | Gina Moret              | Por la libre                                                      |
| XLII       | 2000 | Fabiana Perzabal        | Rito terminal                                                     |
| XLI        | 1999 | Vanessa Bauche          | Un embrujo                                                        |
| XL         | 1998 | Blanca Torres           | Por si no te vuelvo a ver                                         |
| XXXIX      | 1997 | Angélica Aragón         | Cilantro y Perejil                                                |
| XXXVIII    | 1996 | Margarita Isabel        | Mujeres Insumisas                                                 |
| XXXVII     | 1995 | María Fernanda García   | Bienvenido - welcome                                              |
| XXXVI      | 1994 | Blanca Guerra           | Principio y fin                                                   |
| XXXV       | 1993 | Gina Moret              | Ángel de fuego                                                    |
| XXXV       | 1993 | Verónica Langer         | Miroslava                                                         |
| XXXIV      | 1992 | Margarita Isabel        | Como agua para chocolate                                          |
| XXXIII     | 1991 | Mercedes Olea           | Jóvenes delincuentes                                              |
| XXXII      | 1990 | Patricia Reyes Spíndola | El otro crimen                                                    |
| XXXII      | 1990 | Martha Navarro          | Rosa de dos aromas                                                |
| XXXI       | 1989 | Luisa Huertas           | Mentiras Piadosas                                                 |
| XXX        | 1988 | Dunia Saldívar          | Nocturno amor que te vas                                          |
| XXIX       | 1987 | Gabriela Araujo         | Thanatos                                                          |
| XIII       | 1958 | Rosa María Moreno       | La culta dama                                                     |
| XII        | 1957 | Lucy Gallardo           | ¿Con quién andan nuestras hijas?                                  |
| XI         | 1956 | Carolina Barret         | Espaldas mojadas                                                  |
| X          | 1955 | Leonor Llausás          | Los Fernández de Peralvillo                                       |
| IX         | 1954 | Prudencia Grifell       | La sexta carrera                                                  |
| VIII       | 1953 | Rosaura Revueltas       | El rebozo de Soledad                                              |
| VII        | 1952 | Guadalupe del Castillo  | Crimen y castigo                                                  |
| VI         | 1951 | Fanny Schiller          | La mujer que yo amé                                               |
| V          | 1950 | Enriqueta Reza          | una familia de tantas                                             |
| IV         | 1949 | Irma Torres             | Flor de caña                                                      |
| III        | 1948 | Tita Merello            | Cinco rostros de mujer                                            |
| II         | 1947 | Fanny Schiller          | Cantaclaro                                                        |
| I          | 1947 | Carolina Barret         | Canaima, el dios del mal                                          |